# ایندپندنثیا
ایندپندنثیا (به اسپانیایی: Independencia) یک شهرستان‌ در شیلی است که در استان سانتیاگو واقع شده‌است. ایندپندنثیا ۷٫۴ کیلومتر مربع مساحت و ۶۵٬۴۷۹ نفر جمعیت دارد.